# Psoralene
Lo psoralene è il capostipite di una famiglia di composti organici naturali noti come furanocumarine lineari. Deriva formalmente dalla cumarina mediante l'aggiunta di un anello furanico e può essere considerato come un derivato dell'umbelliferone. 
Lo psoralene è presente in natura in alcune piante.
Per effetto dei raggi UV, che determinano un aumento della sua reattività, lo psoralene è in grado di legarsi a ponte fra due timine. Ciò induce errori di replicazione del DNA delle cellule colpite, provocandone la morte. Questo meccanismo è sfruttato in medicina per curare malattie come la psoriasi, dove l'assunzione dello psoralene viene associata all'esposizione a raggi UV. Tale tecnica è detta fotochemioterapia ed è usata anche per la cura di altre patologie cutanee.
Le molecole psoraleniche agiscono come inibitori di NF-κB: impedendo il legame al DNA e la risposta infiammatoria.